# Marta Mangué
Marta Mangué González (Las Palmas de Gran Canaria, 23 aprile 1983) è una pallamanista spagnola, terzino destro del Brest Bretagne.
Con la maglia della nazionale spagnola ha vinto il bronzo olimpico ai Giochi di Londra 2012.

## Palmarès

### Club
- Campionato spagnolo: 3

Astroc Sagunto: 2004-2005
La Unión Ribarroja: 2005-2006, 2006-2007
- Campionato serbo: 1

Zaječar: 2011-2012
- Campionato francese: 1

Fleury Loiret: 2014-2015
- Coppa di Francia: 3

Fleury Loiret: 2013-2014
Brest Bretagne: 2015-2016, 2017-2018
- Coppa di Lega di Francia: 1

Fleury Loiret: 2014-2015

### Nazionale
- Bronzo olimpico: 1

Londra 2012
- Campionato mondiale

 Bronzo: Brasile 2011
- Campionato europeo

 Argento: Macedonia 2008
 Argento: Croazia-Ungheria 2014

### Individuale
- Migliore centrale ai Giochi olimpici: 1

Londra 2012
- Migliore terzino destro al campionato mondiale: 1

Cina 2009
- Migliore terzino destro dell'anno nel campionato danese: 1

2008